# Stendaler BC 1910
Stendaler BC 1910 was een Duitse voetbalclub uit Stendal, Saksen-Anhalt. De club bestond van 1910 tot 1945 en speelde voor 1933 op het hoogste niveau.

## Geschiedenis
De club werd in 1910 opgericht als SC Preußen Stendal. De club was aangesloten bij de Midden-Duitse voetbalbond en speelde in de competitie van Altmark. In 1911 werd de club kampioen en plaatste zich voor de Midden-Duitse eindronde, waar de club met 0:12 verloor van FuCC Cricket-Viktoria 1897 Magdeburg. In 1914 werd de naam gewijzigd in Stendaler BC. In 1923 fuseerde de club met FC Preußen 08 Stendal tot SuS Stendal. In 1929 werd de naam opnieuw in Stendaler BC gewijzigd. 
Door de invoering van de Gauliga als hoogste klasse in 1933 werden de vele Midden-Duitse competities afgeschaft. De club plaatste zich hier niet voor en speelde hierna ook niet meer op het hoogste niveau.
Na de Tweede Wereldoorlog werden alle Duitse voetbalclubs opgeheven en de club werd later niet meer heropgericht.

## Erelijst
Kampioen Altmark
1911